# Imparipecten pictipes
Imparipecten pictipes är en tvåvingeart som beskrevs av Freeman 1961. Imparipecten pictipes ingår i släktet Imparipecten och familjen fjädermyggor. Inga underarter finns listade i Catalogue of Life.